# کارل استورکن و ایوان روجرز
کارل استورکن و ایوان روجرز (به انگلیسی: Carl Sturken and Evan Rogers) ترانه سرا و تهیه کنندگان موسیقی در نیویورک هستند. آن‌ها کارهای موفقی برای خوانندگانی چون روبن استودارد ، ریانا و کریستینا اگیلرا ساختند. آنها کمک‌های فراوانی به ریانا در حرفه کاری اش کردند.